# Lavars
Lavars är en kommun i departementet Isère i regionen Auvergne-Rhône-Alpes i sydöstra Frankrike. Kommunen ligger i kantonen Mens som tillhör arrondissementet Grenoble. År 2022 hade Lavars 164 invånare.

## Befolkningsutveckling
Antalet invånare i kommunen Lavars
Referens:INSEE